# Héctor Echeverri
Héctor Echeverri (10 de abril de 1938) é um ex-futebolista colombiano que atuava como meia.

## Carreira
Héctor Echeverri fez parte do elenco da Seleção Colombiana de Futebol, na Copa do Mundo de  1962. 